# Daiki Kanei
Daiki Kanei (født 8. december 1987) er en japansk fodboldspiller.
Han har spillet for flere forskellige klubber i sin karriere, herunder Albirex Niigata, Kataller Toyama, Roasso Kumamoto og Oita Trinita.